# Reglas de Woodward-Fieser
Las reglas de Woodward-Fieser, nombradas así en honor a Robert Burns Woodward y Louis Fieser, son un conjunto de reglas derivadas empíricamente, que permiten calcular la longitud de onda del máximo de absorción ( λmax ) en un espectro UV-visible de un compuesto orgánico dado. Los datos que se ingresan en el cálculo son el tipo de cromóforos presentes, los sustituyentes de los cromóforos, y los corrimientos debido al solvente. Algunos ejemplos son los compuestos carbonilo conjugados, dienos conjugados, y los polienos.

## Implementación
Un juego de las reglas de Woodward-Fieser para los dienos está indicado en la tabla 1. Un dieno es cualquier homoanular con ambos enlaces dobles contenidos en un anillo, o un heteronuclear con ambos enlaces dobles distribuidos entre los anillos.
| Valor base para un dieno heteronuclear                                          | 214  |
| Valor base para un dieno homonuclear                                            | 253  |
| Incrementos                                                                     |      |
| Enlace doble que extiende la conjugación                                        | + 30 |
| Sustituyente alquilo o residuo de anillo                                        | + 5  |
| Enlace doble exocíclico double bond                                             | + 5  |
| grupo acetato                                                                   | + 0  |
| grupo éter                                                                      | + 6  |
| grupo tioéter                                                                   | + 30 |
| bromo, cloro                                                                    | + 5  |
| grupo amina terciaria                                                           | + 30 |
| Tabla 1. Reglas para la longitud de onda de absorción de dienos (en nanómetros) |      |

Con la ayuda de estas reglas, puede predecirse la absorción UV máxima, por ejemplo, en estos dos compuestos: